# Ли Сын Хун (конькобежец)
Ли Сын Хун (кор. 이승훈; род. 6 марта 1988 года, Сеул) — южнокорейский конькобежец и шорт-трекист, двукратный олимпийский чемпион в конькобежном спорте, чемпион мира 2016 года в масс-старте в конькобежном спорте, двукратный чемпион мира 2008 года в шорт-треке. Многократный чемпион Азии и Азиатских игр в конькобежном спорте, многократный победитель Универсиад в шорт-треке.
Окончил Корейский национальный спортивный университет на факультете физического воспитания.

## Спортивная карьера
Ли Сын Хун начал кататься на коньках под влиянием его старшей сестры, в возрасте 6 лет, когда учился в первом классе начальной школы Лира в Сеуле. Однако когда Азиатский финансовый кризис попал в Южную Корею, бизнес его отца рухнул в 1998 году, когда он учился в 4-м классе. Родители Ли пытались заставить сына бросить кататься на коньках, потому что они больше не могли платить за обучение. Хотя они продали машину, Ли настоял на продолжении катания и тренировался в средней школе Синмок.
Первоначально он выступал на соревнования по шорт-треку и в январе 2005 года на юниорском чемпионате мира в Белграде завоевал золотую медаль в эстафете и стал 5-м в многоборье, в марте на чемпионате мира в Пекине выиграл бронзовую медаль в беге на 1500 м, серебряную в эстафете и занял 5-е место в общем зачёте.
В том же году на командном чемпионате мира в Чхунчхоне помог команде завоевать серебряную медаль. В сезоне 2005/06 он не прошёл в сборную и участвовал в январе 2006 года на юниорском чемпионате мира в Меркуря-Чук, где победил в беге на 1500 м и завоевал золотую медаль.
В то время в Корее шорт-трек был шумным из-за межфракционных столкновений, Ан Хён Су, который был из Университета Ханче один в мужской сборной, не мог тренироваться с другими спортсменами, а ему помогали в то время как раз Ли Сын Хун и Сон Си Бэк, которые учились в другом Университете. Несмотря на то, что Олимпийские игры 2006 года были не за горами, ситуация не улучшилась, и из-за запоздалого вмешательства Федерации конькобежного спорта Ли Сын Хун не поехал на Олимпиаду.
В 2007 году на зимней Универсиаде в Турине выиграл три медали в индивидуальных заездах и золотую медаль в эстафете. В феврале на Кубке мира в Будапеште занял 3-е место в беге на 500 м. В октябре на этапе Кубка в Харбине поднялся на 2-е место в беге на 1500 м. Он впервые официально вошел в национальную команду в сезоне 2007/08 без дополнительного отбора и квалификации второго тура. Ли был выбран в качестве члена эстафеты под 4-м номером.
В начале февраля 2008 года после травмы Ан Хён Су, он заменил его на Кубке мира в Квебеке и был 2-м на дистанции 1500 м, а в Солт-Лейк-Сити занял 3-е место в беге на 1000 м и выиграл своё первое золото на 1500 м. В марте стал обладателем золотой медали в эстафете на мировом первенстве в Канныне, а следом на командном чемпионате мира в Харбине стал обладателем бронзовой медали.
В феврале 2009 года выиграл три золота в личных гонках и бронзу в эстафете на зимней Универсиаде в Харбине. Однако уже в апреле того же года Ли Сын Хун не сумел пройти отбор в национальную сборную. В Южной Корее в этом виде спорта сильная конкуренция, и очень много шорт-трековиков высокого класса. В сентябре 2009 года Ли Сын Хун сменил свой профиль и перешёл в классический конькобежный спорт и уже в октябре выиграл на дистанции 5000 м национальный чемпионат.
В январе 2010 года Ли Сын Хун выиграл дистанции 1500, 5000 и 10000 метров на чемпионате Азии в японском городе Обихиро. На Зимних Олимпийских играх в Ванкувере 2010 года он завоевал серебряную медаль на дистанции 5000 метров (6.16,95) и золотую на дистанции 10000 метров с результатом 12.58,55, благодаря тому, что главный фаворит Свен Крамер во время своего забега перепутал порядок смены дорожек и, в результате, был дисквалифицирован.
Ли Сын Хун стал первым конькобежцем из Азии, выигравшим дистанцию 10000 метров на Олимпийских играх. В октябре 2010 года на чемпионате Кореи он победил на дистанциях 5000 и 10000 м и в ноябре на Кубке мира в Берлине также выиграл в беге на 5000 м. В декабре на чемпионате Азии в китайском Наньчане выиграл на трёх дистанциях: 1500 м, 5000 м и 10000 м. В феврале 2011 года на Кубке мира в Солт-Лейк-Сити занял 2-е место в беге на 10000 м.
В феврале 2011 года на зимних Азиатских играх в Астане Ли Сын Хун выиграл золотые медали на дистанциях 5000 м, 10000 м, при этом установив Азиатские рекорды, в масс-старте и серебряную в командной гонке. В марте на чемпионате мира на отдельных дистанциях в Инцелле завоевал серебро в беге на 5000 м, а беге на 10000 м пришёл 4-м.
В сезоне 2011/12 количество тренировок было недостаточным, а травмы колена накладывались друг на друга. В ноябре на чемпионате Кореи он выиграл на дистанциях 1500 м и 5000 м, на Кубке мира в Астане стал 1-м в масс-старте, а в Херенвене в декабре дважды занял 2-е место в беге на 10000 м и в командной гонке преследования. В январе 2012 года на чемпионате Азии выиграл золотые медали на дистанциях 5000 м и 10000 м. В феврале на Кубке мира в Хамаре занял 2-е место в командной гонке преследования.
Сезон 2012/13 начал в ноябре 2012 года с побед на национальном чемпионате в беге на 5000 м и 10000 м. На Кубке мира в Астане в беге на 10000 м занял 3-е место, в командной гонке преследования — 2-е место. В конце декабря на чемпионате Азии одержал две победы на дистанциях 5000 м и 10000 м, а на 1500 м стал 2-м. В марте 2013 года на Кубке мира в Эрфурте занял 2-е место в командной гонке преследования и 3-е в беге на 10000 м, следом в финале Кубка в Херенвене занял 2-е место в командной гонке преследования.
На чемпионате мира на отдельных дистанциях в Сочи 2013 года
выиграл серебряную медаль в командной гонке, 8-е место в беге на 5000 м и 4-е на 10000 м. В октябре на национальном чемпионате Ли вновь стал чемпионом в беге на 5000 м и 10000 м, уже в ноябре на этапе Кубка мира в Калгари поднялся на 3-е места в беге на 5000 м и в командной гонке, в декабре в Берлине на тех же дистанциях занял соответственно 3-е и 2-е места.
На зимних Олимпийских играх в Сочи 2014 года в беге на 5000 м он финишировал 12-й с небольшим рекордом 6: 25,61. 18 февраля он бежал со Свеном Крамером в заключительной паре и финишировал 4-м в общем зачёте после 3-х голландцев. В командной гонке он с партнёрами бежал в финале с Нидерландами и вновь уступили 1-е место, завоевав серебряную медаль Олимпиады.
В октябре на очередном чемпионате Кореи он снова и снова выиграл золотые медали на дистанциях 1500 м, 5000 м и 10000 м. В ноябре на Кубке мира в японском Обихиро занял 2-е место в командной гонке и 1-е место в масс-старте. В Сеуле был 3-м в масс-старте, на этапе в Берлине в декабре в командной гонке поднялся на 2-е место, масс-старте выиграл 1-е место, а в Херенвене была победа в командной гонке и занял 2-е место в масс-страте.
В феврале 2015 года на Кубке мира в Хамаре он вновь одержал победу в масс-старте. На чемпионате мира на отдельных дистанциях в Херенвене выиграл бронзовую медаль в командной гонке. В марте на чемпионате мира по многоборью в Калгари занял 13-е место в общей классификации. Он также выиграл в масс-старте в общем зачёте Кубка мира сезона 2014/15.

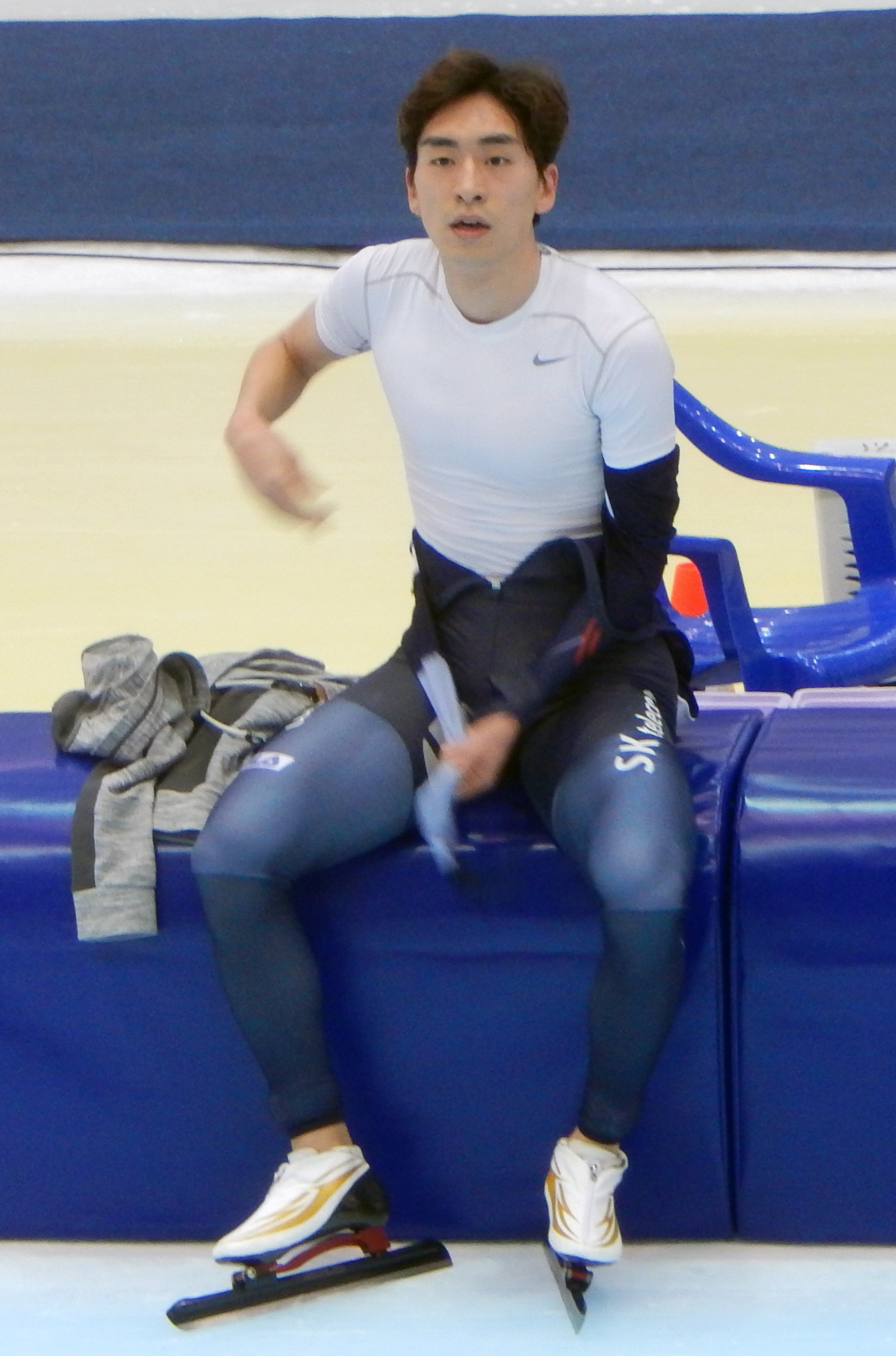
Ли Сын Хун на чемпионате мира 2016 года в Коломне

В сезоне 2015/16 на Кубке мира в Калгари занял 2-е место в командной гонке и только в декабре зашёл на подиум в Херенвене, где занял 3-е место в масс-старте. В феврале 2016 года на чемпионате мира на отдельных дистанциях в Коломне Ли Сын Хун наконец выиграл золотую медаль в масс-старте. В ноябре на Кубке мира в Харбине занял 3-е место в командной гонке и 1-е место в масс-старте, а в Нагано 3-е место в беге на 5000 м и 2-е в командной гонке.
В декабре 2016 года в масс-старте сначала занял 3-е место в Астане, потом в Херенвене 2-е место. 10 февраля 2017 года он получил неожиданную травму, порезал голень на Кубке мира в Канныне. К счастью он восстановился и 20 февраля на зимних Азиатских играх в Саппоро завоевал золотую медаль в беге на 5000 м со временем 6:24,32, что являлось новым рекордом Азиатских игр, а также выиграл в беге на 10000 м, в командной гонке и в масс-старте.
После Азиатских игр, 12 марта, в серии Кубка мира, проходившей в Норвегии, он выиграл золотую медаль в масс-старте в спринте на последних минутах. Он также занял 1-е место в рейтинге Кубка мира по масс-старту в том сезоне. На чемпионате Кореи в октябре выиграл на всех своих дистанциях: 1500 м, 5000 м и 10000 м. В ноябре на Кубке мира в Херенвене выиграл золото в масс-старте, в Калгари был 3-м в беге на 5000 м и в декабре в Солт-Лейк-Сити занял 1-е место в масс-старте.
В феврале 2018 года на зимних Олимпийских играх в Пхёнчхане в беге на 5000 м он установил свой собственный олимпийский рекорд 6:14,15 и занял 5-е место. В беге на 10000 м он занял 4-е место, в командной гонке довёл команду до финала, где вновь остались вторыми, уступив на этот раз Норвегии. В масс-старте был в числе фаворитов и доказал это, выиграв золотую медаль. В марте в общем зачёте Кубка мира он занял 3-е место в масс-старте сезона 2017/18.
В сезоне 2018/19 Ли Сын Хун участвовал в конькобежном марафоне, который проводил Голландский конькобежный клуб AB Vakwerk, в течение шести месяцев с октября 2018 года по март 2019 года. В результате он не участвовал в отборе в сборную, и не участвовал в международных соревнованиях. 9 июля 2019 года получил отстранение от квалификации на один год из-за рукоприкладства с юниором..
Когда дисциплинарный срок закончился, он извинился через YouTube и объявил о своем возвращении. Спустя два года и девять месяцев после зимних Олимпийских игр в 2020 году он принял участие в национальном чемпионате в беге на 5000 м, и занял 4-е место. В апреле 2021 года на национальном чемпионате он победил в беге на 5000 м видных отечественных игроков и занял 1-е место. В сентябре он занял 2-е место в беге на 5000 м в отборе национальной сборной после Чон Чжэ Вона и вошел в национальную команду.
В декабре 2021 года на Кубке мира в Солт-Лейк-Сити занял 2-е место в командной гонке. На зимних Олимпийских играх в Пекине он будет соревноваться в масс-старте и командной гонке преследования.
В июне 2017 года Ли Сын Хун и Ду Соль Ми поженились в свадебном зале в районе Сеула Каннамгу.

### Результаты на Олимпийских играх
| Олимпийские игры | 500 м | 1000 м | 1500 м | 5000 м | 10 000 м | Масс-старт | Команда |
| ---------------- | ----- | ------ | ------ | ------ | -------- | ---------- | ------- |
| 2010 Ванкувер    | —     | —      | —      | 2      | 1        | н/д        | 5       |
| 2014 Сочи        | —     | —      | —      | 12     | 4        | н/д        | 2       |
| 2018 Пхёнчхан    | —     | —      | —      | 5      | 4        | 1          | 2       |
| 2022 Пекин       | —     | —      | —      | —      | —        | 3          | 6       |